# Neoga, Illinois
Neoga là một thành phố thuộc quận Cumberland, tiểu bang Illinois, Hoa Kỳ. Năm 2010, dân số của thành phố này là 1636 người.

## Dân số
Dân số qua các năm:
- Năm 2000: 1854 người.
- Năm 2010: 1636 người.